# Einführung in die Methodologie
Einführung in die Methodologie (Untertitel: Elementare allgemeine wissenschaftliche Denkmethoden im Überblick) ist eines der Hauptwerke des Logikers und Philosophen Albert Menne. Es erschien 1980 als Erstausgabe im Rahmen einer von der Wissenschaftlichen Buchgesellschaft herausgegebenen Reihe "Die Philosophie. Einführungen in Gegenstand, Methode und Ergebnisse ihrer Disziplinen".

## Inhalt und Aufbau
Angelehnt an den Untertitel liefert das Buch eine grundsätzliche Einführung in allgemeine wissenschaftliche Arbeitsweisen.
Es wird versucht, Methoden, die nicht fachspezifisch, sondern auf wissenschaftliche Arbeiten ganz allgemein ausgerichtet sind, in einem zusammenhängenden Überblick vorzustellen. Sie sollen in präziser Art und Weise verständlich gemacht werden, sodass der Leser nach der Lektüre, auch ohne große Vorkenntnisse, einen Nutzen daraus ziehen kann. Der Erwerb eines tieferen Verständnisses der dargelegten Thematiken ist dabei nicht als Intention des Autors zu betrachten.
Das Schriftstück gliedert sich entsprechend in sieben Kapitel, die auf insgesamt 122 Seiten (exklusive Literaturhinweise und Register) folgende Inhalte kompakt behandeln:
- Einleitung
  - Vorüberlegung, Lehre und wissenschaftliche Lehre, Wissenschaft als Forschung, Logik, Metawissenschaften, Zur Geschichte
- Definition
  - Das Wort Definition selbst, Ziele der Definition, Arten des Definierens, Grenzen der Definierbarkeit, Grenzfälle von Definitionen
- Der Unterschied
  - Wissenschaftliche Relevanz der Unterscheidung, Arten des Unterschiedes, Zeichen- bzw. Wort-Kategorien, Arten der Bedeutung, Arten der Mehrdeutigkeit, Supposition, Identität, Gleichheit, Ähnlichkeit, Unterschiedliche Bedeutungen von "wahr", Semantische Kategorien; Sein und Erkennen
- Einteilung
  - Zur Geschichte, Wort- und Sacheinteilung, Die drei Aspekte der Einteilung, Vergleich, Ordnung, Dispositionsschema
- Heuristik
  - Vorbemerkung, Die Beobachtung, Das Experiment, Formelelemente, Indizien, Dokumente, Exploration, Beschreibung – Erklärung
- Begründung
  - Urteil und Begründung, Direkte Begründung, Indirekte Begründung, Wahrscheinlichkeit, Falsifikation, Verwerfung, Verifizierbarkeit
- Vom Gang der Forschung
  - Schrittweises Vorgehen, Frage, Problem, Hypothese, Theorie, Modell, Wissenschaftssprache, Intuition

In seinen Ausführungen der genannten Themenkomplexe bezieht sich Albert Menne unter anderem auf Walter Dubislav, Joseph Maria Bocheński und Uuno Saarnio.
Als "besonderes Merkmal" weist das Werk eine ausgeprägte Nummerierung der einzelnen Abschnitte, Formeln und Definitionen auf. Dies soll das Verweisen und Zitieren erleichtern.